# Triboelectricitate
Triboelectricitatea este electricitatea statică ce ia naștere prin frecarea intensivă a două corpuri izolatoare. Prin frecare se produce o separare (numită și polarizare) a sarcinilor electrice pozitive (+) de cele negative (-). Cei doi izolatori (cele două corpuri) pot fi, de exemplu:
- Un baston de sticlă (+) și o bucată (uscată) de piele (-).
- Baston de cauciuc tare și dur (-) și lână (+).

Electricitatea statică produsă prin frecare poate să fie nedorită în tehnică dar și (biologic) de către oameni. În contra electrostaticii se folosesc materiale antistatice sau se aplică metode antielectrostatice ce împiedică fenomenul.